# Ghost World (film)
 (décembre 2019).
Si vous disposez d'ouvrages ou d'articles de référence ou si vous connaissez des sites web de qualité traitant du thème abordé ici, merci de compléter l'article en donnant les références utiles à sa vérifiabilité et en les liant à la section « Notes et références ».
Pour le roman graphique initial, voir Ghost World.
Pour plus de détails, voir Fiche technique et Distribution.
Ghost World est un film américano-britannico-allemand de Terry Zwigoff sorti en 2001. Il est adapté de la bande dessinée du même nom créée et scénarisée par l'américain Daniel Clowes ; entamé dans le comic book Eightball no 11 (juin 1993), l'album paraît en français en 1999.

## Synopsis
Les meilleures copines Enid Coleslaw et Rebecca Dopple-Meyer font face à l'été après l'obtention de leur diplôme d'études secondaires, sans autre plan pour leur avenir que de trouver un emploi et de vivre ensemble. Les filles sont des parias sociaux cyniques, mais Rebecca est plus populaire auprès des garçons qu'Enid. Le diplôme d'Enid est retenu à condition qu'elle assiste à un cours d'art de rattrapage. Même si elle est une artiste talentueuse, son professeur d'art, Roberta, croit que l'art doit être socialement significatif et rejette les croquis d'Enid comme rien de plus qu'un "divertissement léger".
Les filles voient une annonce personnelle dans laquelle Seymour demande à une femme qu'il a rencontrée récemment de le contacter. Enid fait une farce au téléphone à Seymour, se faisant passer pour la femme et l'invitant à la rencontrer dans un restaurant. Les deux filles et leur ami, Josh, surveillent secrètement Seymour au restaurant et se moquent de lui. Enid commence bientôt à ressentir de la sympathie pour Seymour, et ils le suivent dans son immeuble. Plus tard, ils le trouvent en train de vendre des disques vintage dans un vide-grenier. Enid lui achète un album de blues et ils deviennent amis. Elle décide d'essayer de trouver des femmes pour lui à ce jour.
Enid a entre-temps suivi son cours d'art de rattrapage, et elle persuade Seymour de prêter son affiche représentant un Afro-Américain grotesquement caricaturé, qui était autrefois utilisée comme outil promotionnel par Coon Chicken Inn, la franchise de poulet frit maintenant connue sous le nom de Cook's Chicken, où Seymour travaille en entreprise. Enid présente l'affiche en classe comme un commentaire social sur le racisme, et Roberta est tellement impressionnée par le concept qu'elle offre à Enid une bourse d'études dans une école d'art.
Seymour reçoit un appel téléphonique de Dana, le destinataire prévu de son annonce personnelle. Enid l'encourage à poursuivre une relation avec Dana, mais elle devient inopinément jalouse quand il le fait.
Les vies d'Enid et de Rebecca commencent à diverger. Alors qu'Enid passe du temps avec Seymour, Rebecca commence à travailler dans un café. Enid obtient un emploi dans une salle de cinéma pour pouvoir se permettre de louer un appartement avec Rebecca, mais son attitude cynique et sa réticence à vendre des concessions la font virer le premier jour. Les filles se disputent et Rebecca abandonne l'idée de vivre avec Enid.
Lorsque l'affiche d'Enid est exposée dans une exposition d'art, les responsables de l'école la trouvent si offensante qu'ils forcent Roberta à lui donner une note d'échec et à révoquer la bourse. Enid se tourne vers Seymour pour se consoler, ce qui se traduit par une aventure ivre d'un soir. Seymour rompt avec Dana et est appelé à rendre des comptes au travail lorsque l'affiche de Coon Chicken est publiée dans un journal local. Il essaie en vain de contacter Enid, seulement pour que Rebecca lui parle de l'appel téléphonique d'Enid, décrivant la façon dont ils se sont moqués de lui au restaurant. Seymour est bouleversé et se rend au dépanneur où travaille Josh. Un autre client se retrouve dans une violente confrontation avec Seymour, ce qui lui vaut d'être blessé et hospitalisé. Enid lui rend visite à l'hôpital pour s'excuser.
Après tout ce qui s'est passé, Enid cède à son fantasme de s'enfuir de chez elle et de disparaître. Elle a vu un type, Norman, attendre continuellement à un arrêt de bus hors service un bus qui ne viendra jamais. Enfin, alors qu'Enid regarde de l'autre côté de la rue, Norman monte à bord d'un bus hors service. Le lendemain, alors que Seymour discute des événements de l'été avec son thérapeute, Enid retourne à l'arrêt de bus et monte à bord du bus hors service à son arrivée.
Une scène post-crédits montre une version alternative de la scène de Seymour dans le dépanneur, dans laquelle il gagne le combat et n'est pas blessé.

## Historique
Avec l'aide de Daniel Clowes, Terry Zwigoff (Crumb) réalise Ghost World avec Thora Birch, Scarlett Johansson et Steve Buscemi. La trame est complètement remodelée, des personnages sont ajoutés et d'autres ôtés, l'accent est nettement mis sur le personnage d'Enid. Sans être fidèle à la bande dessinée qui l'a inspiré, le film est nommé et reçoit de nombreux prix internationaux.

## Fiche technique
- Titre : Ghost World (signifie en français : monde fantôme)
- Réalisation : Terry Zwigoff
- Scénario : Terry Zwigoff, Daniel Clowes
- Costumes : Mary Zophres
- Musique : David Kitay
- Photographie : Affonso Beato et Nancy Schreiber (prises de vues additionnelles)
- Production : John Malkovich, Lianne Halfon et Russell Smith
- Pays d'origine :  Allemagne,  États-Unis,  Royaume-Uni
- Société de distribution : United Artists, Metro-Goldwyn-Mayer, Granada Film Productions
- Budget : 7 000 000 $
- Langue : anglais
- Genre : comédie noire
- Durée : 111 minutes[1]
- Dates de sortie :
  - États-Unis : 16 juin 2001 (SIFF)
  - France : 5 juin 2002

### Production
Le film fait partie des nombreux films tournés au Quality Cafe, à Downtown Los Angeles.

## Distribution
- Thora Birch : Enid
- Scarlett Johansson : Rebecca
- Steve Buscemi : Seymour
- Brad Renfro : Josh
- Illeana Douglas : Roberta Allsworth
- Bob Balaban : le père d'Enid
- Anna Berger : la mère de Seymour
- Stacey Travis : Dana
- Tom McGowan : Joe
- Pat Healy : John Ellis
- Dave Sheridan : Doug
- Patrick Fischler : le caissier de Masterpiece Video

## Récompenses
- Festival de Deauville 2001
  - Prix du jury
  - Prix de la meilleure actrice pour Thora Birch
- Nomination au grand prix de l'Union de la critique de cinéma 2003.

## Autour du film
Le personnage de Doug Gormley interprété par Dave Sheridan (armé d'un nunchaku et qui se dispute avec le propriétaire de la supérette), fait une apparition la même année dans le clip By The Way de Red Hot Chili Peppers. En raison de la proximité des deux productions, on ignore quelle œuvre a inspiré l'autre.

### Documentation
- Virginie Greiner, « Poétiquement correct ! », BoDoï, no 53,‎ juin 2002, p. 88.